# Аккамбре, Вильям
Вилья́м Аккамбре́ (фр. William Accambray; род. 8 апреля 1988, Канны) — французский гандболист, олимпийский чемпион 2012 года, трёхкратный чемпион мира (2011, 2015 и 2017), чемпион Европы 2014 года, 6-кратный чемпион Франции. Лучший левый защитник чемпионата Франции в 2010 и 2011.

## Спортивная карьера

### Клубная карьера
В детстве Вильям, как и его родители, начал заниматься лёгкой атлетикой, но вскоре перешёл в секцию гандбола. Свою карьеру Аккамбре начинал в клубах из низших дивизион французского первенства. В 2005 году 17-летний Вильям перешёл в один из сильнейших клубов Франции «Монпелье». В первом же сезоне Аккамбре стал чемпионом Франции. Начиная с сезона 2007/08 «Монпелье» становился чемпионом Франции, а Аккамбре к лету 2012 года уже стал 6-кратным чемпионом страны. Также в составе «Монпелье» Вильям стал 5-кратным обладателем кубка Франции и дважды признавался лучшим защитником чемпионата.

### Карьера в сборной
В январе 2013 года Аккамбре в составе сборной Франции принял участие в чемпионате мира в Испании. Однако повторить успех последних двух чемпионатов французы не смогли. В четвертьфинале турнира сборная Франции уступила более молодой и быстрой сборной Хорватии 22:30 и заняла на турнире 6-е место.
Всего в составе сборной Франции Аккамбре провёл 99 матчей, в которых забросил 210 мячей.

## Достижения

### Сосборной Франции
- Чемпион летних Олимпийских игр: 2012.
- Чемпион мира: 2011, 2015.
- Чемпион Европы: 2014
- Победитель чемпионата Мира: 2017.

### В клубной карьере
- Чемпион Франции: 2005/06, 2007/08, 2008/09, 2009/10, 2010/11, 2011/12, 2014/15.
- Обладатель Кубка Франции: 2005/06, 2007/08, 2008/09, 2009/10,  2011/12, 2014/15.

## Личная жизнь
Отец — Жак Аккамбре — участник летних Олимпийских игр 1972 и 1976 годов в метании молота. Мать — Изабель — чемпионка Франции в метании диска, сестра — Дженнифер, также, как и мать занимается метанием диска, а брат Микаэль — волейболист.